# Un petit contratemps
Un petit contratemps (títol original en anglès, Long Story Short) és una pel·lícula de comèdia romàntica australiana del 2021 escrita i dirigida per Josh Lawson sobre un home que es desperta el matí després del seu casament per descobrir que cada pocs minuts avança en el temps. Produïda per StudioCanal, Screen Australia, Create NSW i Spectrum Films, es va estrenar l'11 de febrer de 2021 a Austràlia per StudioCanal i als Estats Units el 2 de juliol de 2021 per Saban Films. Es basa lliurement en la pel·lícula índia Baar Baar Dekho (2016). S'ha doblat i subtitulat al català.